# Mariem Hassan
Mariem Hassan (31. května 1958 Smara – 22. srpna 2015 Tindúf) byla západosaharská zpěvačka, hudební skladatelka a aktivistka za právo národa Sahraví na sebeurčení. Pro svůj expresivní projev, spojující tradiční arabský folklór s bluesovými vlivy, byla přirovnávána k Janis Joplin. Své autorské skladby zpívala v západosaharském dialektu hassaníja nebo ve španělštině.

## Život a tvorba
Pocházela z nomádské rodiny, která ji vedla k hudbě a zpěvu. Po okupaci Západní Sahary Marokem v roce 1975 odešla do exilu, žila v uprchlickém táboře nedaleko alžírského města Tindúf a pracovala jako ošetřovatelka. Od roku 1976 zpívala se skupinou El Hafed Shahid Buyema, věnující se tradiční pouštní hudbě zvané hawl a koncertující po světě na podporu Fronty Polisario. V roce 1998 se její nahrávky objevily na kompilaci saharské hudby A Pesar De Las Heridas, vydané španělskou firmou Nubanegra. V roce 2002 se s manželem a dětmi usadila v španělském Sabadellu, nahrávala desky, vystupovala sólově i se skupinou Leyoad, zúčastnila se festivalů WOMAD i Colours of Ostrava. Její nejpopulárnější skladbou byla „La Intifada“, věnovaná boji saharského lidu za svobodu.
Španělský režisér Manuel Domínguez o ní natočil dokumentární film Mariem Hassan, la voz del Sáhara, na motivy jejího života vznikl také grafický román Mariem Hassan – Soy Saharau.
Trpěla rakovinou a závěr života se rozhodla strávit mezi krajany v Tindúfu.

## Citát
| „               | Hudba představuje nejcennější dědictví a ochraňuje naši existenci. Tak jako nemůžete žít bez vody a vzduchu, Saharawinci by nepřežili bez hudby. | “ |
| — Mariem Hassan | |   |

## Sólová diskografie
- 2005 Deseos
- 2010 Shouka
- 2012 El Aaiun egdat